# Town of Strangers
Town of Strangers – pierwszy singel zespołu Bokka zapowiadający ich debiutancki album (Bokka). To utwór alternatywny nagrany z użyciem elektroniki, potrząsanej butelki wody, z minimalistycznym beatem i hipnotycznym śpiewem żeńskim. Prapremiera singla odbyła się 5 października 2013 na antenie radiowej Trójki. Jako tzw. radio airplay singel wystartował 14 października 2013.

## Pozycje na listach
| Notowanie                     | Najwyższa pozycja |
| ----------------------------- | ----------------- |
| Lista Przebojów UWUEMKA       | 16                |
| Lista Przebojów Radia Merkury | 21                |
| Lista Przebojów Trójki        | 27                |

## Teledysk
Został zrealizowany i wyprodukowany przez duet reżysersko-operatorski Psychokino (reżyseria – Dorota Piskor). Scenariusz również ich autorstwa zawiera uniwersalne treści o tęsknocie i samotności, co odnosi się do tematyki utworu (pol. Miasto obcych). Producentem wykonawczym jest Robert Amirian. W wideoklipie wystąpił Paweł Górka. Premiera teledysku odbyła się 11 października 2013 w serwisie YouTube.